# Вилађо Анљона (Матера)
Вилађо Анљона (итал. Villaggio Anglona) је насеље у Италији у округу Матера, региону Базиликата.
Према процени из 2011. у насељу је живело 15 становника. Насеље се налази на надморској висини од 184 м.